# Kilmainham
Kilmainham (irlandese: Cill Mhaighneann, che significa "Chiesa di San Maighnenn") è un sobborgo di Dublino, situato a sud del fiume Liffey e ad ovest del centro cittadino, nel distretto postale di Dublino 8.

## Storia
In epoca vichinga il monastero ospitava la base norrena in Irlanda, il c.d. "longphort".
Nel XII secolo le terre sulle rive del Liffey appartenevano all'inizio ai cavalieri templari. Riccardo di Clare vi eresse un castello a circa 1,5 km dal muro danese della vecchia Dublino. Qui fiorirono i templari, per oltre 150 anni, fino alla loro soppressione avvenuta durante il regno di re Edoardo II d'Inghilterra, nel 1308. Trenta membri dell'ordine furono imprigionati ed interrogati a Dublino, e l'ordine fu condannato e soppresso. Le terre che appartenevano loro furono donate al priorato dei cavalieri di San Giovanni di Gerusalemme, i quali rimasero in loro possesso fino allo scioglimento dei monasteri nel XVI secolo.
Fino al tempo della regina Elisabetta, quando il castello di Dublino divenne il centro del potere inglese, i Lord Luogotenenti spesso avevano sede presso il maniero di Kilmainham. Nel 1559 il conte del Sussex, venendo nominato lord luogotenente, trovò l'edificio di Kilmainham rovinato da una tempesta, e decise di spostarsi presso il palazzo del Santo Sepolcro. L'anno seguente Elisabetta ordinò di ampliare il castello di Dublino per permettere al lord luogotenente di risiedervi, e Kilmainham perse importanza.
Il Maniero di Kilmainham è una liberty posta all'esterno della giurisdizione della città di Dublino, e mantiene diritti e privilegi. Il maniero occupò James's Street e le vie laterali, allungandosi fino a Lucan e Chapelizod. Dopo lo Scisma anglicano, i precedenti lord (o presidenti, come venivano alla fine chiamati) di questo maniero comprendevano Lord Cloncurry e Sir Edward Newenham. John "Bully" Egan, di Charleville, County Cork, fu presidente dal 1790 al 1800.
I diritti del maniero furono aboliti nel 1840.

## Attrazioni locali
Quest'area è conosciuta soprattutto per il Royal Hospital Kilmainham, costruito sul terreno di proprietà dei Cavalieri Ospitalieri a Dublino. Oggi ospita l'Irish Museum of Modern Art. Nei pressi si trova Kilmainham Gaol, dove furono eseguite le esecuzioni dei capi della Rivolta di Pasqua.
Kilmainham contiene un piccolo numero di siti funerari di epoca vichinga (in lingua norrena haugr che significa tumulo). Tra questi vi sono Bully's Acre ed il luogo in cui si trova oggi College Green.

## Stazione ferroviaria
La Stazione di Dublino Heuston, una delle due principali stazioni di Dublino, si trova non distante.